# Juliette Perez
Pour les articles homonymes, voir Perez.
Juliette Perez, née le 8 septembre 1999 à Grenoble, est une athlète française, spécialiste du saut en hauteur.

## Carrière
Juliette Perez est médaillée de bronze du concours de saut en hauteur des Championnats de France d'athlétisme 2021 à Angers. Sélectionnée aux Championnats d'Europe espoirs de Tallinn, elle termine neuvième de la finale avec 1,80 m.
Elle remporte le concours de saut en hauteur des Championnats de France d'athlétisme en salle 2022 à Miramas.
Fin juillet 2023, elle termine troisième des championnats de France à Albi.